# Ford C1
Ford C1 — автомобильная платформа компании Ford. Она заменила устаревшие платформы Ford C170 и Mazda BJ. Впервые платформа Ford C1 появилась в европейских Ford Focus C-Max в начале 2004 года. Она предназначается либо для переднего, либо для полного привода.
Платформа Ford C1 была разработана в Кёльне. При разработке учитывались стороны участвующих в проекте автопроизводителей — Ford, Mazda, Volvo, а именно: безопасность Volvo, жёсткость кузова Mazda и комфортабельность Ford.
Автомобили, использовавшие платформу Ford C1:

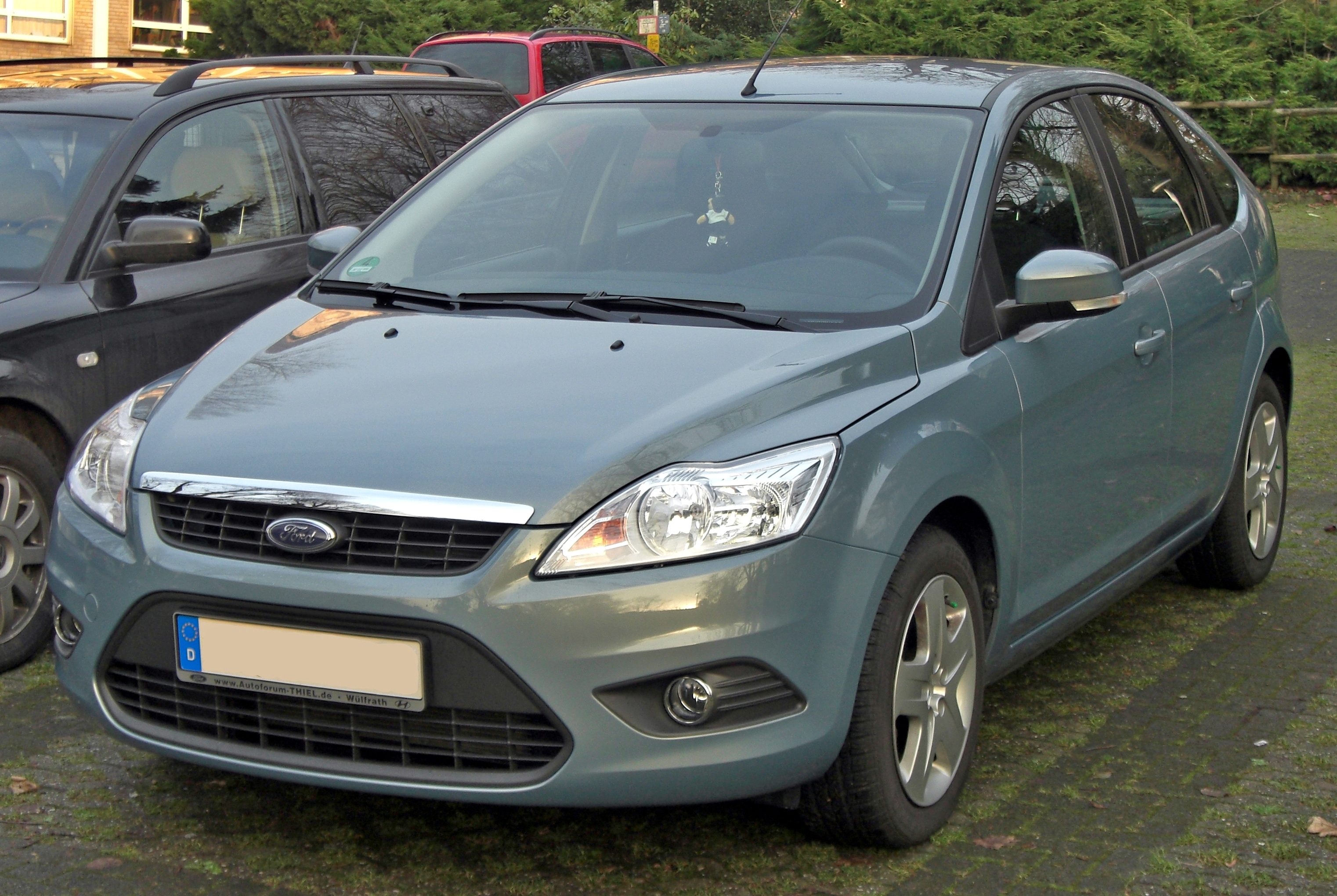
Ford Focus II, построенный на платформе Ford C1

- 2003—2010 Ford Focus C-Max (первое поколение), (первый европейский автомобиль на этой платформе)
- 2004—2008 Mazda 3 (кодовое название J48)
- 2005—2010 Ford Focus (второе поколение, кодовое название C307), (Североамериканский Focus использовал платформу C170 до 2011 года)
- 2004—2012 Volvo S40 седан (кодовое название P11)
- 2004—2012 Volvo V50 (кодовое название P12)
- 2006—2010 Mazda 5
- 2006—2013 Volvo C70 купе / кабриолет (кодовое название P15)
- 2007—2013 Volvo C30 (кодовое название P14)
- 2008—2012 Ford Kuga (с некоторыми конструктивными доработками)

## Глобальная платформа C
Платформа C1 была заменена глобальной платформой C. Автомобили, использующие глобальную платформу C:
- 2010 Ford C-Max (второе поколение)
- 2012 Ford Focus
- 2013 Ford Kuga / Escape
- 2013 Transit Connect и Tourneo Connect.
- 2015 Lincoln MKC

Автомобили, частично использующие глобальную платформу C:
- 2009—2013 Mazda 3
- 2010—2015 Mazda 5
- 2012 Volvo V40